# アルパ (カメラ)

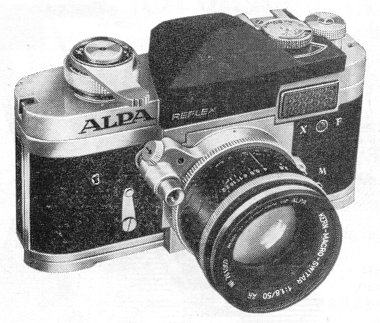
アルパレフレックス6c

アルパ (Alpa) は、スイスヴォー州のバレーグ (Ballaigues) で1918年に創業した時計部品メーカーピニョン (Pignons S.A.) がジャック・ボゴポルスキー設計のボルカIを原型に1944年から製造した24×36 mm（ライカ）判一眼レフカメラ。
日本にはアメリカの代理店カールハイツ経由で少数入っていたが、1970年代前半頃リーベルマン・ウェルシュリーが日本の正規代理店となった。しかし1976年のカタログによるとアルパ11elにマクロスイター50 mm F1.9, 革ケースつきで45万円と極めて高価であり、販売台数は極少数に留まった。
1983年頃から生産を縮小し徐々に受注生産に切り替えた。ピニョンの出荷記録は1989年で終わっているが、その後も残ったパーツでアルパ11siの受注生産はおそらく1992年頃まで受けていた。その後ピニョンは本業であった精密歯車と精密部品の製造に戻ったが、1996年カパウル＆ヴェーバー (Capaul & Weber) が商標を買って中判カメラを製造、2007年3月22日よりマミヤ・デジタル・イメージングが日本販売代理店となっている。

## 製品

### 135フィルム使用カメラ
現在は製造されていない。製造台数は全てのモデルを合わせても42,000台程である。

#### 初期モデルボディ
ピニョンが販売を開始した当初の呼称は単に「アルパレフレックス」で、4が出てからそれまでの製品がI,II, IIIに分類された。そのため分類は公式のものでなく、アルパプリズマレフレックスをIIIとすることに異論はないが、IとIIの分類は人によってまちまちである。
- アルパレフレックスI（Alpa Reflex mod. I, 1944年発売） - ボルカIの権利をジャック・ボゴポルスキーから購入してピニョンでほぼ同仕様のまま製品化された。ウェストレベルファインダーを持つ一眼レフカメラであるが、連動距離計を併せ持つレンジファインダーカメラでもある。ただし距離計は特定の標準レンズにしか連動しない[3]。ボディは板金鍛造、クロームメッキ仕上げ[4]。シャッターは布幕フォーカルプレーン式でP（バルブ）、1-1/1000秒。1946年までに「ラクサス」含め579台が生産された。シリアルナンバーは120001から120700[3]。
  - アルパレフレックスIラクサス - 32台生産された色革張りの高級仕様[4]。
- アルパスタンダードI（Alpa Standard mod. I, 1944年発売） - アルパレフレックスから一眼レフカメラ機構を省略したレンジファインダー専用機。1946年までに100台が生産され、そのうちスローシャッターもないモデルが7台ある[4]。
- アルパレフレックスII（Alpa reflex mod. II, 1946年発売）/ボルシーレフレックス（Bolsey Reflex, 1946年発売[5]） - 距離計連動機構がマウント下に移されカムの影がスクリーンに映らないよう改良されたモデル[4]。ヒット作となり1952年までにバリエーションを含め4645台が生産され、この数はアルパ歴代で2番目に多いモデルとなった[5]。シリアルナンバーは13000から15020と20000から25148[4]。ボルシーレフレックスはアメリカの代理店ボルシーアメリカ向けで322台が生産されており、全てシンクロがない仕様とされるが、実物ではシンクロ付き仕様も確認されている[5]。
  - アルパレフレックスIIシンクロつき - 途中でシンクロ機構を装備し[4]、ここからをアルパレフレックスIIとする区分方法もある。527台が生産された[5]。
  - アルパレフレックスIIデラックス仕様 - 色革張り。17台が生産された[5]。
- アルパスタンダードII（Alpa Standard mod. II', 1946年発売） - アルパスタンダードIの距離計連動機構がマウント下に移された改良型[5]。1952年までにバリエーションを含め363台が生産された[5]。
  - アルパスタンダードIIシンクロ付き - 9台生産された[5]。
  - アルパスタンダードIIスローなし - 28台生産された[5]。
- アルパプリズマレフレックス（Alpa Prisma Reflex, 1949年発売） - 世界初の45度プリズムファインダーを装備する。プリズムファインダー採用の一眼レフカメラとしてもコンタックスS, レクタフレックスに次いで3番目と草創期の製品である。アルパレフレックスと併行販売され、1952年までに942台が生産された。うちシンクロつきは312台。

#### 初期モデル用レンズ
レンズマウントはアルネア4以降と互換性なし。望遠レンズは汎用ヘリコイド「EXTENSAL」を使用する製品が多い。
- アルフィナー3.5 cm F3.5 - オールドデルフト製。テッサー型3群4枚。最短撮影距離0.55 m. アタッチメントはφ34 mmねじ込み。手動絞り。
- アルフィナー38 mm F3.5（1951年発売） - オールドデルフト製。アルフィナー3.5 cm F3.5の後継。3群4枚。最短撮影距離0.6 m. アタッチメントは専用A. 手動絞り。604本生産。
- タイプSアリター (TypeS Alitar) 50 mm F1.8 - アンジェニュー製。4群6枚。最短撮影距離1 m. 固定鏡胴。回転ヘリコイド。手動絞り。
- アルパ・クセノン50 mm F1.9（1950年発売） - シュナイダー・クロイツナッハ製。4群6枚。最短撮影距離1 m. アタッチメントはφ34 mmねじ込み。
- アルフィノン5 cm F2.8 - オールドデルフト製。沈胴式。3群4枚。最短撮影距離1 m. アタッチメントはφ27 mmねじ込み。手動絞り。
- アルパー (Alpar) 50 mm F2.9 - アンジェニュー製。3群3枚。最短撮影距離0.9 m. アタッチメントはφ28 mmねじ込み。沈胴式。手動絞り。
- アルセター (Alsetar) 75 mm F3.5 - アンジェニュー製。3群3枚。最短撮影距離0.9 m. アタッチメントはφ28 mmねじ込み。手動絞り。EXTENSAL仕様。
- アルポーター (Alporter) 90 mm F2.5 - アンジェニュー製。4群4枚。アタッチメントはφ43 mmねじ込み。手動絞り。EXTENSAL仕様。
- アロガー (Alogar) 135 mm F3.5 - アンジェニュー製。4群4枚。アタッチメントはφ43 mmねじ込み。手動絞り。EXTENSAL仕様。
- テレキラー300 mm F5.6 - キルフィット製。

#### アルパアルネア/アルパレフレックスボディ
アルパはもともとジャック・ボゴポルスキー設計であるが、ここからはピニョン独自のカメラである。アルミダイキャストを採用しレンズマウントを変更するなど完全に新設計となった。当初アルパアルネア銘だったが1956年にアルパレフレックスに名称変更された。シャッターボタンは正面にあり自動絞りは外部連動式。レンズについたシャッターボタンを押すと絞り込まれてボディ−のシャッターボタンも押される。
- アルパアルネア4（Alpa Alnea mod. 4, 1952年発売）/アルパレフレックス4（Alpa Reflex mod. 4, 1956年改名） - ウェストレベルファインダー及び透視ファインダーのみ装備し連動距離計を持たない。生産台数352台。少数24×18 mm（ハーフ）判版が製造された。
- アルパアルネア5（Alpa Alnea mod. 5, 1952年発売）/アルパレフレックス5（Alpa Reflex mod. 5, 1956年改名） - 45度プリズムファインダー及び透視ファインダーのみ装備し連動距離計を持たない。1956年までに2201台が生産された。
- アルパアルネア7（Alpa Alnea mod. 7, 1952年発売）/アルパレフレックス7（Alpa Reflex mod. 7, 1956年改名） - アルパアルネア5aに連動距離計を装備し50 mm, 90 mm, 135 mmのファインダー倍率切り替え装置を装備した上級モデル。
- アルパアルネア5a（Alpa Alnea mod. 5a, 1955年発売） - アルパアルネア5にセルフタイマーを装備したモデル。
- アルパアルネア6（Alpa Alnea mod. 6, 1956年発売）/アルパレフレックス6（Alpa Reflex mod. 6, 1956年改名） - アルパアルネア5aにスプリットイメージを装備した。発売直後アルパレフレックスに名称変更されたためアルネア銘の個体は少ない。
- アルパレフレックス7S（1957年発売）/アルパレフレックス8 - アルパアルネア7にアルパアルネア6のスプリットイメージを装備した最上級モデル。発売直後名称がアルパレフレックス8に変更された。しばらくしてX接点がDIN規格になった。

#### アルパレフレックスb型ボディ
ミラーがクイックリターンとなって、沈胴レンズは使用不可能となった。フィルム巻きが順巻きから逆巻きに変更された。初期にはノブ巻き上げだったが普通と逆に時計回りにレバーを動かす巻き上げレバーを装備、レバーは当初透明プラスチックだったが後にアルミニウム製に変更され、その後曲がった形状に変更された。アルネアをクイックリターンミラー式に純正改造したもの、さらには完全にb型改造しシリアルナンバーのプレートまでb型になっている個体も多数存在する。
- アルパレフレックス4b（1959年発売） - アルパレフレックス4をb型にしたもの。銀ボディ80台、黒ボディ1台、合計81台のみの生産。うちハーフ判モデルが20台製造された。
- アルパレフレックス5b（1959年発売） - アルパレフレックス5をb型にしたもの。銀ボディ236台、黒ボディ9台、合計245台生産。
- アルパレフレックス6b（1959年発売） - アルパレフレックス6をb型にしたもの。1972年までに2098台生産。
- アルパレフレックス7b（1959年発売） - アルパレフレックス7をb型にしたもの。銀ボディ66台、黒ボディ1台、合計67台のみの生産。
- アルパレフレックス8b（1959年発売） - アルパレフレックス8をb型にしたもの。銀ボディ410台、黒ボディ32台、合計442台のみの生産。
- モデル4オメガ - アルパレフレックス4, アルパレフレックス4bをベースにスリットカメラに改造されたもので、1963年から1971年に掛けてスイスの時計メーカーオメガの写真判定機「オメガフォトプリント」に組み込まれた。レンズはフォクトレンダーがキルフィットに製造させたベッサマチック用ズーマー (Zoomar) 36-82 mm F2.8を改造して装着。

#### 新世代アルパボディ
アルネア独特の丸っこい斜め45度ファインダーと決別、角型のアイレベルファインダーとなった。フィルムの巻き戻しはノブからパンタグラフ式クランクに変更されている。「アルパレフレックス」だった名称はアルパ10dから単に「アルパ」となった。
- アルパレフレックス6c（1960年発売） - アルパレフレックス6bのファインダーだった箇所にアルパとしては初めて露出計を内蔵したがTTLではなく外部測光である。1969年までに銀3,605台、黒417台が生産された。
- アルパレフレックス9d（1964年発売） - 1969年までに5,056台が生産された。折角のTTL測光であるがシャッタースピードとは連動していないので露出計で読み取った数値でシャッターダイヤルをセットしなければならず速写性に欠ける。CdSは３個使用しうち1つはアイピースからの逆入光を測定して減算する機構である。
- アルパレフレックス9f（1964年発売） - アルパレフレックス9dから露出計を省略したモデル。
- アルパ10d（1968年発売） - スクリーンは方眼マット。TTL露出計がシャッターダイヤルと連動した。露出計表示は針。銀はペイントでなくメッキ。1976年までに3992台（うち黒が912台）生産された。このモデルから「アルパレフレックス」でなく単に「アルパ」となった。
- アルパ10f（1969年発売） - アルパ10dから露出計を省略したモデル。
- アルパ11e（1971年発売） - 露出計表示は小電球により赤（アンダー）/橙（オーバー）の発光式。マット面が改良されアルパ10dよりファインダーが明るくなった。1975年までに705台が生産された。黒は326台。
- アルパ11el（1972年発売） - アルパ11eにミラーアップ機構を装備した。1976年までに1,134台が生産された。
- アルパ10s（1972年発売） - アルパ11dの逆入光測定用CdS, レリーズロック、セルフタイマーを省略したモデル。
- アルパ11f（1972年発売） - アルパ11dの露出計を省略したモデル。
- アルパ11s（1973年発売） - アルパ11eの逆入光測定用CdS, レリーズロック、セルフタイマーを省略したモデル。
- アルパ11es（1973年発売） - アルパ11elの逆入光測定用CdS, レリーズロック、セルフタイマーを省略したモデル。
- サージカル81（Surgical 81, 1972年） - 医療用特殊モデル。プリズムファインダー部分がない。シャッタースピードは1/60秒のみ。
- アルパ11m（1973年発売） - マイクロフィルム複写装置「メルクーレ」に組み込まれた特殊モデル。プリズムファインダー部分がない。シャッタースピードは1/60秒のみ。シャッターはレリーズを介してボディ下部にあるシャッターレリーズボタンを操作する形式。
- アルパ11a（1973年発売） - 郵便のカウンターを記録するための特殊モデルで通称「ポストアルパ」。専用レンズとしてアロス (Alos) のアロス35 mm F3.5, エンナ (Enna) のリサゴン (Lithagon) 35 mm F3.5, ペンタックスの35 mm F3.5がある。シャッターはレリーズを介してボディ下部にあるシャッターレリーズボタンを操作する形式。シャッタースピードは1/60秒のみ。
- アルパ11r（1975年発売）
- アルパ11si（1977年発売） - 露出計がSPDとなる。露出計表示は発光ダイオードにより赤（アンダー）/緑（適正）/橙（オーバー）の3段表示。1989年までに銀412台、黒768台（黒クロームと黒結晶塗装がある）、グレーベロア5台、金色11台、金メッキ705台が生産された。電池は4LR44を使用する。アメリカ向けのモデルには正面額に金色のクレストがつく。
- アルパ11z（1977年発売） - アルパ11siの露出計、レリーズロック、セルフタイマー、ミラーアップを省略した特殊モデル。18×24 mm（ハーフ）判。シャッタースピードは1/60秒のみ。
- アルパ11siピンレジスター（1986年発売） - アルパ11siをベースに、精密複写や二重露出のためフィルム固定機構を装備した特殊モデル。

#### アルパアルネア4からアルパ11si用レンズ
レンズマウントはアルパ4以降アルパ11siまで共通であり、一般に「アルパマウント」と言えばこれを指す。アタッチメントはレンズの枠を板バネで挟む独特のもので、大きさは外径42 mm内径38 mmのA, 外径52 mm内径48 mmのB, 外径67 mm内径58 mmのDの３タイプがある。望遠レンズは汎用ヘリコイド「EXTENSAN」を使用する製品が多い。
- タイプR6124 mm F3.5（1958年発売） - アンジェニュー製。自動絞り。絞り操作はレンズ上面にある小ダイヤルで行う独特の方式。8群8枚。最短撮影距離0.4 m. アタッチメントは専用D.
- タイプR1128 mm F3.5（1955年発売） - アンジェニュー製。初期型はプリセット絞りであり、鏡胴廻りにある一般的な方式。6群6枚。最短撮影距離0.5 m. アタッチメントはφ58 mmねじ込み。
- タイプR1128 mm F3.5（1958年発売） - アンジェニュー製。自動絞り化された。絞り操作はレンズ上面にある小ダイヤルで行う独特の方式。6群6枚。アタッチメントは専用D.
- クルタゴン (Curtagon) 35 mm F2.8（1958年発売） - シュナイダー・クロイツナッハ製。5群6枚。最短撮影距離0.35 m.アタッチメントは専用B.
- アルパゴン (Alpagon) 35 mm F3.5 - シャハト (Schacht) 製。中身はエクサクタマウント用等のトラベゴンと同じ。3群6枚。最短撮影距離0.7 m. アタッチメントは専用B.
- アロス (Alos) 35 mm F3.5 - 0.5 mでピントは固定されている。アルパ11aポストアルパに装着されていたが固定装着でなくアルパマウント。
- アルフィナー (Alfinar) 38 mm F3.5 - オールドデルフト製。テッサー型3群4枚。最短撮影距離0.6 m. アタッチメントは専用A. 手動絞り。
- PAクルタゴン (PA Curtagon) 35 mm F4（1967年発売） - シュナイダー・クロイツナッハ製。最大7 mmシフト可能。最短撮影距離0.35 m. アタッチメントはφ49 mmねじ込み。
- マクロキラー (Makro-Kilar) 4 cm F2.8 - キルフィット製。F3.5から明るくモデルチェンジされた。3群4枚。マクロキラーEはシングルヘリコイドで最短撮影距離0.2 m, 1/2倍。マクロキラーDはダブルヘリコイドで最短撮影距離0.17 m, 等倍。最終期にはメーカーがズーマー (Zoomar) に名称変更、ブランドもマクロズーマター (Makro Zoomatar) になっている。
- マクロキラー (Makro-Kilar) 4 cm F3.5（1950年発売） - キルフィット製。マクロキラーEはシングルヘリコイドで最短撮影距離0.2 m, 1/2倍。マクロキラーDはダブルヘリコイドで最短撮影距離0.17 m, 等倍。
- スイター (Switar) 50 mm F1.8（1951年発売） - ケルン・アーラウ (Kern Arau) 製。手動絞り、絞り羽根は15枚。5群7枚のアポクロマート。最短撮影距離0.535 m, アタッチメントは専用A.
- オートスイター (Auto-Switar) 50 mm F1.8（1955年発売） - ケルン・アーラウ製。スイター50 mm F1.8が外部連動自動絞り化され、絞り羽根は9枚になった。5群7枚のアポクロマート。最短撮影距離0.535 m. アタッチメントは専用A.
- マクロスイター (Macro-Switar) 50 mm F1.8（1958年発売） - ケルン・アーラウ製。近接撮影に対応したほか、自動絞り解除装置がついてセルフタイマー撮影に対応した。5群7枚のアポクロマート。最短撮影距離0.285 m. アタッチメントは専用B. 独特の被写界深度表示機構を持つ。非常に優秀なレンズの一つとしてアルパの名声を高めたが、M42マウントで81本生産されたマクロスイターC50 mm F1.9を除けばこのマウントでしか製造されなかった。ゆえにこのレンズを使いたい者はアルパカメラを使用するか、キヤノンFDマウント機などを改造することになる。
- マクロスイター50 mm F1.9（1968年発売） - ケルン・アーラウ製。F値が0.1暗いレンズが新設計で発売された。5群8枚のアポクロマート。最短撮影距離0.285 m. アタッチメントは専用B. 自動絞り解除装置を持たない個体が少数あり、これは本来サージカル81用である。
- アルパ・クセノン (Alpa-Xenon) 50 mm F1.9 - シュナイダー・クロイツナッハ製。初期製品は手動絞りだったが後に外部連動自動絞りとなり、その後ブラック仕上げになっている。
- アルフィノン (Alfinon) 50 mm F2.8 - オールドデルフト製。当初は沈胴式手動絞りだったが後に固定鏡胴の回転ヘリコイドプリセット絞り、さらには固定鏡胴の直進ヘリコイドプリセット絞りに仕様変更されている。テッサー型3群4枚。最短撮影距離0.9 m. アタッチメントは専用A.
- アロラー (Alorar) 50 mm F3.5（1953年発売） - オールドデルフトを引き継いだスペクトロス製。沈胴仕様。3群4枚。最短撮影距離0.9 m. アタッチメントは専用A.
- アルセター (Alsetar) 75 mm F3.5 - アンジェニュー製。本来EXTENSAL仕様であったがアダプターを介してEXTENSANに使用された。3群3枚。
- アルパ・クセナー (Alpa-Xenar) 75 mm F3.8 - シュナイダー・クロイツナッハ製。EXTENSAN仕様。
- アルパ・クセノン (Alpa-Xenon) 80 mm F2 - シュナイダー・クロイツナッハ製。EXTENSAN仕様ではない。
- アルフィター (Alfitar) 90 mm F2.5 - アンジェニュー製。エクサクタマウントではタイプY12. ライカマウントのタイプY1とスペックは同等だが構成は違う。絞り操作はレンズ上面にある小ダイヤルで行う独特の方式。
- アルポーター (Alporter) 90 mm F2.5 - アンジェニュー製。本来EXTENSAL仕様であったがアダプターを介してEXTENSANに使用された。4群4枚。アタッチメントはφ43 mmねじ込み。手動絞り。
- マクロキラー (Makro-Kilar) 90 mm F2.8（1957年発売） - キルフィット製。3群4枚。ダブルヘリコイドを備え1.7倍まで接写できる。
- マクロキラー90 mm F2.8（1961年発売） - キルフィット製。3群4枚。トリプルヘリコイドを備え2倍まで接写できる。またヘッド部分とヘリコイドを接続しているマウントがφ39 mmねじ込みとなりレンズヘッドをライカのヴィゾフレックスに使用できるようになっている。
- キラー (Kilar) 90 mm F2.8（1957年発売） - キルフィット製。最短撮影距離1.5 m. アタッチメントは専用A. プリセット絞り。
- アルテラー (Altelar) 90 mm F2.8（1957年発売） - シャハト製。EXTENSAN仕様。3群4枚。最短撮影距離0.6 m. アタッチメントは専用B.
- アルパ・テレクセナー (Alpa-Tele-Xenar) 90 mm F3.5 - シュナイダー・クロイツナッハ製。EXTENSAN仕様。
- アポクロマートアルパ (Apochromat Alpa) 100 mm F2（1956年発売） - キノプティック (Kinoptik) 製。プリセット絞り。EXTENSAN仕様。4群6枚。最短撮影距離0.775 m. アタッチメントは専用D.
- アポクロマートアルパ100 mm F2（1960年発売） - キノプティック製。自動絞りになった。EXTENSAN仕様ではない。4群6枚。最短撮影距離0.85 m. アタッチメントは専用D.
- テレクセナー (Tele-Xenar) 135 mm F3.5 - シュナイダー・クロイツナッハ製。
- アロガー (Alogar) 135 mm F3.5 - アンジェニュー製。本来EXTENSAL仕様であったがアダプターを介してEXTENSANに使用された。4群4枚。アタッチメントはφ43 mmねじ込み。
- アルグラー (Algular) 135 mm F3.2 - オールドデルフト製。EXTENSAN仕様。当初は普通絞り、後にプリセット絞りとなった。3群5枚。最短撮影距離1.23 m. アタッチメントは専用B.
- ノボフレックスクセナー (Novoflex Xenar) 135 mm F4.5 - シュナイダー・クロイツナッハ製クセナーをノボフレックスがアルパ用に仕立てたもの。レンズ上部のレバーを握ると無限遠側に、離すと近接側にフォーカシングされる。遠近両側に調整できるストッパーがあり、特定の2点を撮影する時には前もって調整しておくと迅速に撮影できる。3群4枚。最短撮影距離2 m. アタッチメントはφ49 mmねじ込み。
- アポクロマートアルパ (Apochromat Alpa) 150 mm F2.8（1961年発売） - キノプティック製。自動絞り。EXTENSAN仕様ではない。4群6枚。最短撮影距離1.5 m. アタッチメントは専用D.
- アレファー (Alefar) 180 mm F4.5 - オールドデルフト製。EXTENSAN仕様。当初は普通絞り、後にプリセット絞りとなった。3群4枚。最短撮影距離2.05 m. アタッチメントは専用B.
- アリター (Alitar) 180 mm F4.5（1958年発売） - アンジェニュー製。自動絞り、絞り操作はレンズ上面にある小ダイヤルで行う独特の方式。4群5枚。最短撮影距離2.5 m. アタッチメントは専用B.
- テレキラー (Tele-Kilar) 300 mm F5.6（1957年発売） - キルフィット製。2群4枚。
- パンテレキラー (Pan-Tele-Kilar) 300 mm F4（1958年発売） - キルフィット製。2群4枚。最短撮影距離1.8 m.
- テレクセナー (Tele-Xenar) 360 mm F5.5 - シュナイダー・クロイツナッハ製。
- スポーツフェルンキラー (Sport-Fern-Kilar) 400 mm F4（1960年発売） - キルフィット製。
- スポーツフェルンキラー (Sport-Fern-Kilar) 600 mm F5.6（1961年発売） - キルフィット製。最短撮影距離10 m.
- バリオゴン (Variogon) 45-100 mm F2.8（1967年発売） - シュナイダー・クロイツナッハ製。レリーズのついた専用ピストルグリップで自動絞りとなる。11群14枚構成。
- テレバリオゴン (Tele-Variogon) 80-240 mm F4（1968年発売） - シュナイダー・クロイツナッハ製。レリーズのついた専用ピストルグリップで自動絞りとなる。9群14枚構成。アタッチメントはφ82 mmねじ込み。
- テレズーム (Tele-Zoom) 85-250 mm F4（1963年発売） - エンナ (Enna) 製。12枚構成。アタッチメントはφ74 mmねじ込み。

#### アルパアルネア4からアルパ11si用レンズアダプター
このシリーズはフランジバックが38 mmと極めて短いのが特徴で、純正マウントアダプターを介して他マウントのレンズを使用できた。純正アダプターは以下が知られる。距離計連動モデルの場合オートニバグなどアダプターの種類により連動ピンと干渉して外れなくなるので使用できない。
- プラクチバグ (Practibag) - M42マウント用。
- オートバグ (Autobag) - M42マウント用。外部連動で自動絞り対応。
- ニバグ (Nibag) - ニコンFマウント用。
- オートニバグ (Autonibag) - ニコンFマウント用。外部連動で自動絞り対応。
- コンタバグ (Contabag) - コンタックスRTSマウント用。
- オートコンタバグ (Autocontabag) - コンタックスRTSマウント用。外部連動で自動絞り対応。
- エクサバグ (Exabag) - エクサクタマウント用。
- ライバグ (Leibag) - ライカRマウント用。
- ライアルプ (Leialp) - ライカLマウント用。近接撮影のみ。

逆にアルパマウントのレンズを他のカメラに装着できるアダプターもある。
- シネアダプト - 映画カメラに使用されるCマウント用。
- アルプライ (Alplei) - ライカLマウント用。無限遠は出るが距離計非連動。

#### 日本製チノンアルパボディ
- アルパSi2000（1976年発売） - M42マウント。原型はチノンCE-IIメモトロンだがダイキャストは専用。絞り優先AE。各種オートアルパレンズがチノンとペンタックスから発売された。
- アルパSi3000（1980年発売） - ペンタックスKマウント。原型はチノンCE4だがダイキャストは専用。絞り優先AE。各種オートアルパレンズがチノンから発売された。

### 120フィルム使用カメラ
倒産してしばらくした後カパウル＆ヴェバーがブランドを買い取って広角専用の中判カメラを製造している。

#### アルパロト
- アルパロトカメラ (Alpa Rotocamera) - パノラマカメラ。レンズはローデンストック。

#### アルパ12シリーズ
用途に合わせてシステムを組むシステムカメラ。デジタルバックの選択も可能。
- アルパ12TC - TCは「トラベル」「コンパクト」のイニシャルで小型軽量モデル。レンズは24 mmから250 mmが使用可能。6×9 cm判までのロールフィルムバックとデジタルバックが使用可能。
- アルパ12WA - ハンドグリップがついている。
- アルパ12SWA - SWAは「シフト」「ワイド」「アングル」のイニシャル。25 mmのライズ機能を持つ。アダプターにより逆さまに三脚に設置できるためフォールも可能。
- アルパ12XY - XYはX軸（シフト）にもY軸（ライズ、フォール）も可能との意。X軸は70 mm, Y軸は50 mmのレンズ軸移動が可能。

#### アルパ12シリーズ専用レンズ
自社ブランドとして
- AAAアポアルパー (AAA Apo Alpar) 35 mm F4.5
- AAAアポアルパー45 mm F4.5
- AAAアポアルパー55 mm F4.5

シュナイダー・クロイツナッハ製として
- アポスウィター36 mm F5.6
- アポエルヴェター48 mm F5.6
- アポエルヴェター48 mm F5.6 - 中心から8 mmずらしてセットされているシフト専用特別バージョン。

ローデンストック製として
- テクニカー95 mm F3.5 - 特に白黒写真に向く。

#### アルパ12シリーズに使えるレンズ
シュナイダー・クロイツナッハ製として
- アポディジター24 mm F5.6XL - デジタル用で最も広角のレンズ。
- アポディジター35 mm F5.6XL
- スーパーアンギュロン38 mm F5.6XL - フィルム用で最も広角のレンズ。
- スーパーアンギュロン38 mm F5.6XL - 中心から8 mmずらしてセットされているシフト専用特別バージョン。
- アポディジター47 mm F5.6XL
- スーパーアンギュロン47 mm F5.6XL
- アポディジター47 mm F5.6XL - 中心から8 mmずらしてセットされているシフト専用特別バージョン。
- スーパーアンギュロン58 mm F5.6XL
- アポディジター60 mm F4N
- アポディジター72 mm F5.6L
- スーパーアンギュロン72 mm F5.6XL
- アポディジター80 mm F4L
- スーパージンマーアスフェリック80 mm F4.5XL
- アポディジター90 mm F4.5N
- アポディジター100 mm F5.6N
- アポディジター120 mm F5.6N
- アポジンマー120 mm F5.6L
- アポディジター120 mm F5.6M
- マクロジンマー120 mm F5.6HM
- アポディジター180 mm F5.6T
- アポジンマー180 mm F5.6L
- アポディジター210 mm F6.8T
- アポテレクスナー250 mm F5.6T

ローデンストック製として
- アポシロナーデジタル (Apo-Sironar Digital) 28 mm F4.5HR
- アポシロナーデジタル35 mm F4HR - センターフィルターが不要で明るいレンズ。
- アポシロナーデジタル60 mm F4HR
- アポシロナーデジタル100 mm F4HR
- アポシロナーデジタル180 mm F5.6HR